# تاکسیدو (مریلند)
تاکسیدو، مریلند (به انگلیسی: Tuxedo, Maryland) یک منطقهٔ مسکونی در ایالات متحده آمریکا است که در مریلند واقع شده‌است.